# Strophopteryx cucullata
Strophopteryx cucullata is een steenvlieg uit de familie vroege steenvliegen (Taeniopterygidae). De wetenschappelijke naam van de soort is voor het eerst geldig gepubliceerd in 1934 door Frison.